# Teorema de la bisectriu

## El teorema per a bisectrius interiors
El teorema de la bisectriu relaciona els costats d'un angle d'un triangle i els dos segments en què la bisectriu d'aquest angle divideix el costat oposat:

### Enunciat
| Els costats d'un angle d'un triangle són proporcionals als dos segments en què la bisectriu d'aquest angle divideix el costat oposat. |

### Concreció en una figura

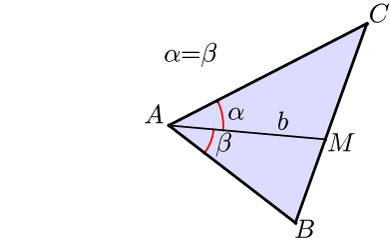

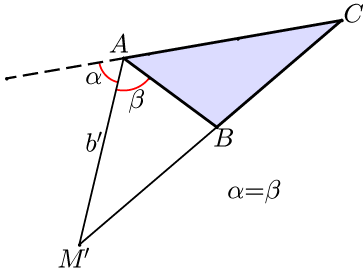

A la figura, la bisectriu {\displaystyle b} de l'angle {\displaystyle {\widehat {A}}} del triangle {\displaystyle \triangle ABC} determina un punt {\displaystyle M} en el costat {\displaystyle BC} pel qual

### Demostració

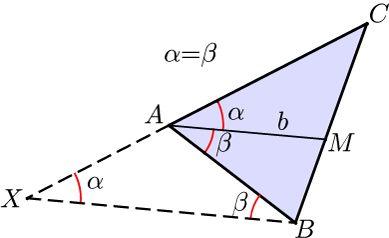

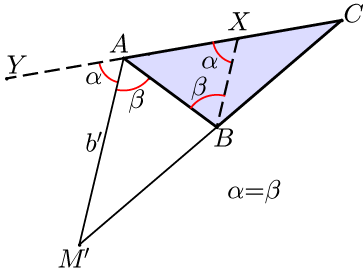

Pel vèrtex {\displaystyle B} del triangle {\displaystyle \triangle ABC} tirem una recta paral·lela a la bisectriu {\displaystyle b}, que talla la recta que conté el costat {\displaystyle AC} en el punt {\displaystyle X}. Tenim dues rectes, {\displaystyle CX} i {\displaystyle CB} tallades per dues rectes paral·leles {\displaystyle AM} i {\displaystyle XB}. Aleshores hi ha aquestes igualtats d'angles: {\displaystyle {\widehat {MAC}}={\widehat {BXC}}=\alpha } perquè són angles corresponents, i {\displaystyle {\widehat {BAM}}={\widehat {ABX}}=\beta } perquè són angles alterns interns Però, com que {\displaystyle AM} és la bisectriu de l'angle {\displaystyle {\widehat {A}}={\widehat {BAC}}}, resulta {\displaystyle \alpha =\beta } i el triangle {\displaystyle \triangle BAX} és un triangle isòsceles. Per tant, {\displaystyle {\overline {AB}}={\overline {AX}}}.
D'altra banda, per ser {\displaystyle AM} i {\displaystyle XB} paral·lels, del teorema de Tales se'n dedueix:
o sigui,
com volíem demostrar.

## El teorema per a bisectrius exteriors
Per a bisectrius exteriors d'un triangle hi ha un enunciat del tot paral·lel:

### Enunciat
| Els costats d'un angle d'un triangle són proporcionals als dos segments què una bisectriu exterior d'aquest angle determina en el costat oposat. |

### Concreció en una figura
A la figura, la bisectriu {\displaystyle b'} de l'angle {\displaystyle {\widehat {A}}} del triangle {\displaystyle \triangle ABC} determina un punt {\displaystyle M} en el costat {\displaystyle BC} pel qual

### Demostració
Com abans, pel vèrtex {\displaystyle B} del triangle {\displaystyle \triangle ABC} tirem una recta paral·lela a la bisectriu {\displaystyle b'}, que talla el costat {\displaystyle AC} en el punt {\displaystyle X}. Tenim dues rectes, {\displaystyle CA} i {\displaystyle CM'} tallades per dues rectes paral·leles {\displaystyle AM'} i {\displaystyle XB}. Aleshores hi ha aquestes igualtats d'angles: {\displaystyle {\widehat {AXB}}={\widehat {YAM'}}=\alpha } perquè són angles corresponents, i {\displaystyle {\widehat {M'AB}}={\widehat {XBA}}=\beta } perquè són angles alterns interns Però, com que {\displaystyle AM'} és la bisectriu de l'angle {\displaystyle {\widehat {YAB}}}, resulta {\displaystyle \alpha =\beta } i el triangle {\displaystyle \triangle BAX} és un triangle isòsceles. Per tant, {\displaystyle {\overline {AB}}={\overline {AX}}}.
D'altra banda, per ser {\displaystyle AM'} i {\displaystyle XB} paral·lels, del teorema de Tales se'n dedueix:
o sigui,
com volíem demostrar.